# Pňov
Pňov je součástí obce Pňov-Předhradí v okrese Kolín. Nachází se v jižní části obce. Vesnicí prochází silnice I/38. V roce 2011 zde bylo evidováno 111 adres.
Pňov je také název katastrálního území o rozloze 4,77 km2.

## Pňovský luh a naučná stezka
Východně od obce leží Pňovský luh, v něm se nachází četné tůně a slepá ramena bývalých meandrů původního neregulovaného toku Labe. Tímto lužním lesem prochází naučná stezka Pňovský luh, která má 11 zastavení. Pňovský luh tvoří společně s nedalekými rezervacemi Libický luh a  Veltrubský luh (obě na druhém, pravém břehu Labe) největší a nejzachovalejší komplex lužních lesů v Čechách.

## Galerie

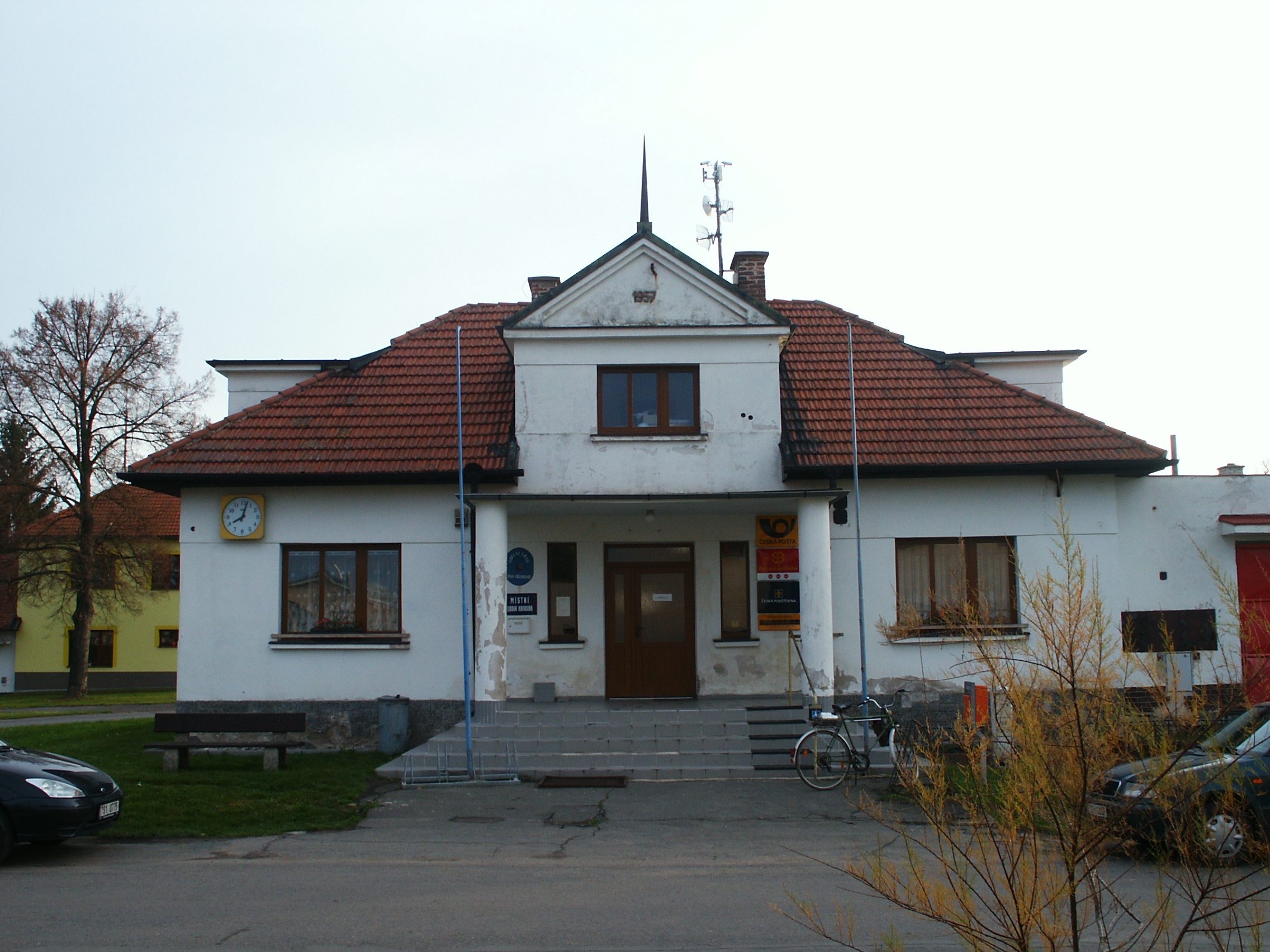
Obecní úřad
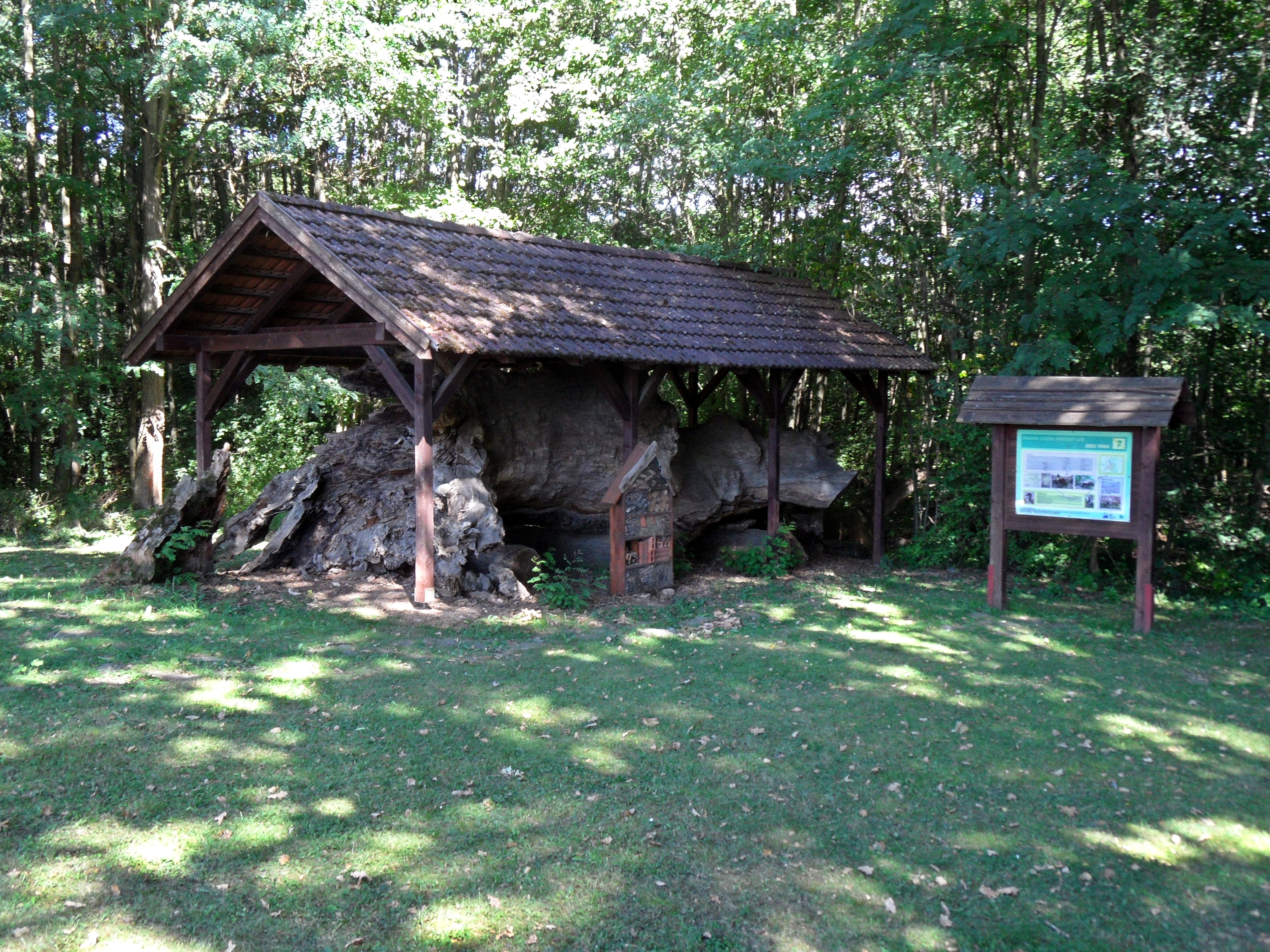
NS Pňovský luh, č. 7, Oldříšský dub (torzo)
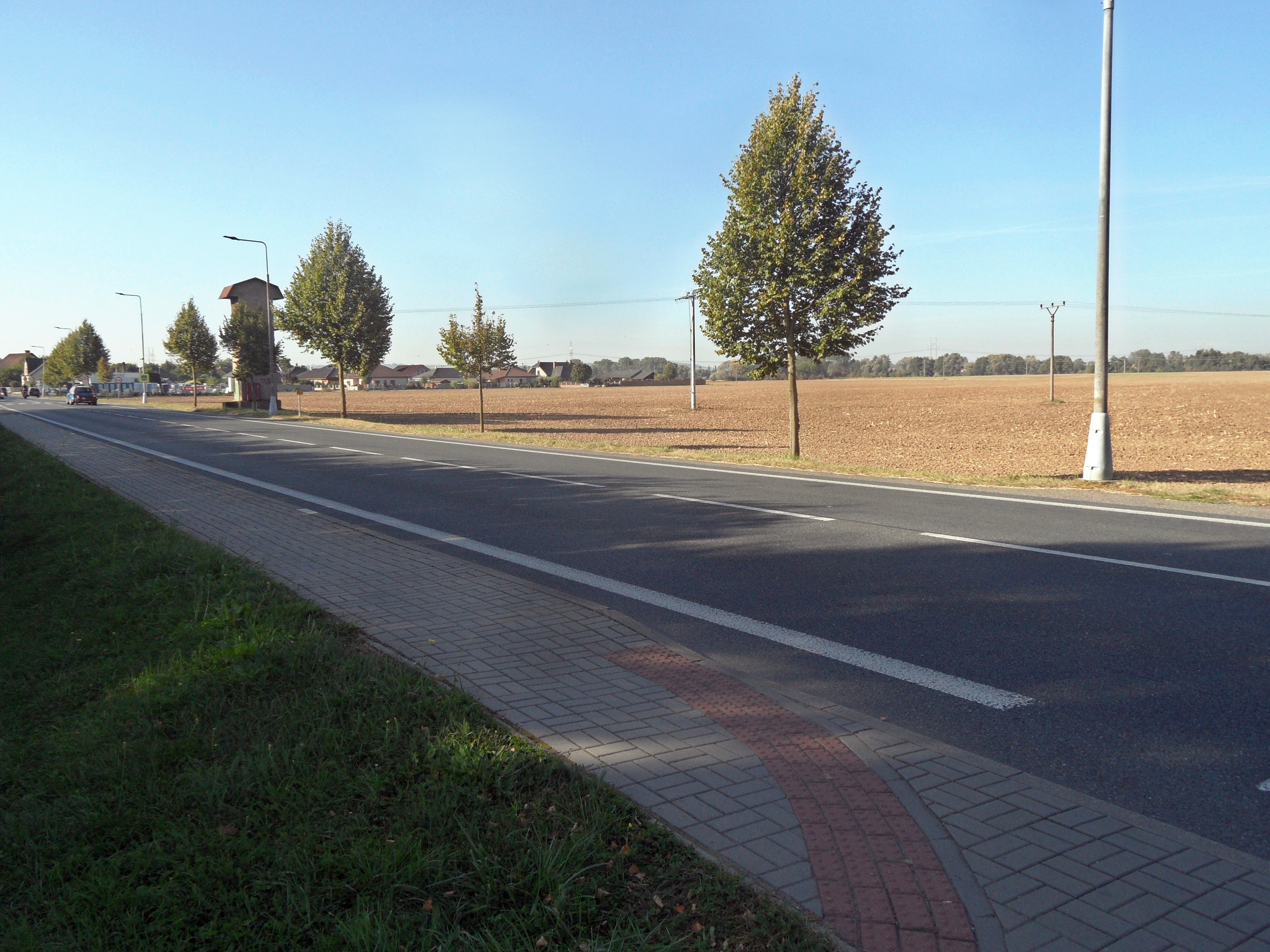
Silnice I/38 v obci, ulice Kolínská